# Розумні композити
«Розумні» композити, інакше системи, що самоорганізуються (англ. smart composites) — особливим чином структуровані системи, що складаються з підсистем зчитування зовнішнього сигналу (впливу), його обробки, виконання деякої дії (функціональний відгук), механізмів зворотного зв'язку, самодіагностування і самовідновлення (у разі оборотності).

## Опис
Кожен елемент такої системи має певну функціональність, яка реалізується відповідними властивостями перспективних матеріалів, які розробляються з цією метою. Вся система структурована таким чином, щоб виконати самоконтрольовану «розумну» дію, подібну функціонуванню живого організма, здатного «приймати рішення і здійснювати дію».
Відомими прикладами  «розумних» матеріалів, на основі яких можна сконструювати таку систему, є:
- Сплави і полімери з пам'яттю форми, які деформуються і потім відновлюють свою форму при зміні температури або напруженості  магнітного поля;
- рH-чутливі полімери, які набухають або колапсуются при зміні кислотності навколишнього середовища;
- Термо-чутливі полімери, які змінюють свої властивості при зміні температури зовнішнього середовища;
- Галохромні, електрохромні, термохромні, фотохромні матеріали, які змінюють колір (пропускання) при зміні кислотності середовища, прикладеної напруги електричного поля, температури середовища, опроміненні світлом відповідно;
- Неньютонівські рідини, які змінюють свою в'язкість аж до втрати плинності при зміні величини прикладеної швидкості зсуву.

Досягнуті останнім часом успіхи в області створення функціональних наноматеріалів і «розумних» систем за допомогою управління їх структурною та композиційною організацією за принципом  «знизу-вгору», засновані, в тому числі, на розроблених раніше молекулярних, нано- та мікророзмірних матеріалах, є першим кроком, що об'єднує функціональні наноматеріали з логічною системою.
Запропоновано композити із «вбудованими» сенсорами (оптичними,  п'єзоелектричними, акустичними), що забезпечують моніторинг стану матеріалу в процесі його виробництва, випробувань і експлуатації, відносити до «розумних» композитів пасивного типу, тоді як композити, структура яких включає елементи, що керують поведінкою конструкції, відносять до композитів активного типу. Найбільш відомими композитами такого типу є матеріали, що містять елементи пам'яті форми або п'єзоелектричні елементи, що пригнічують вібрацію.